# Remmigheim

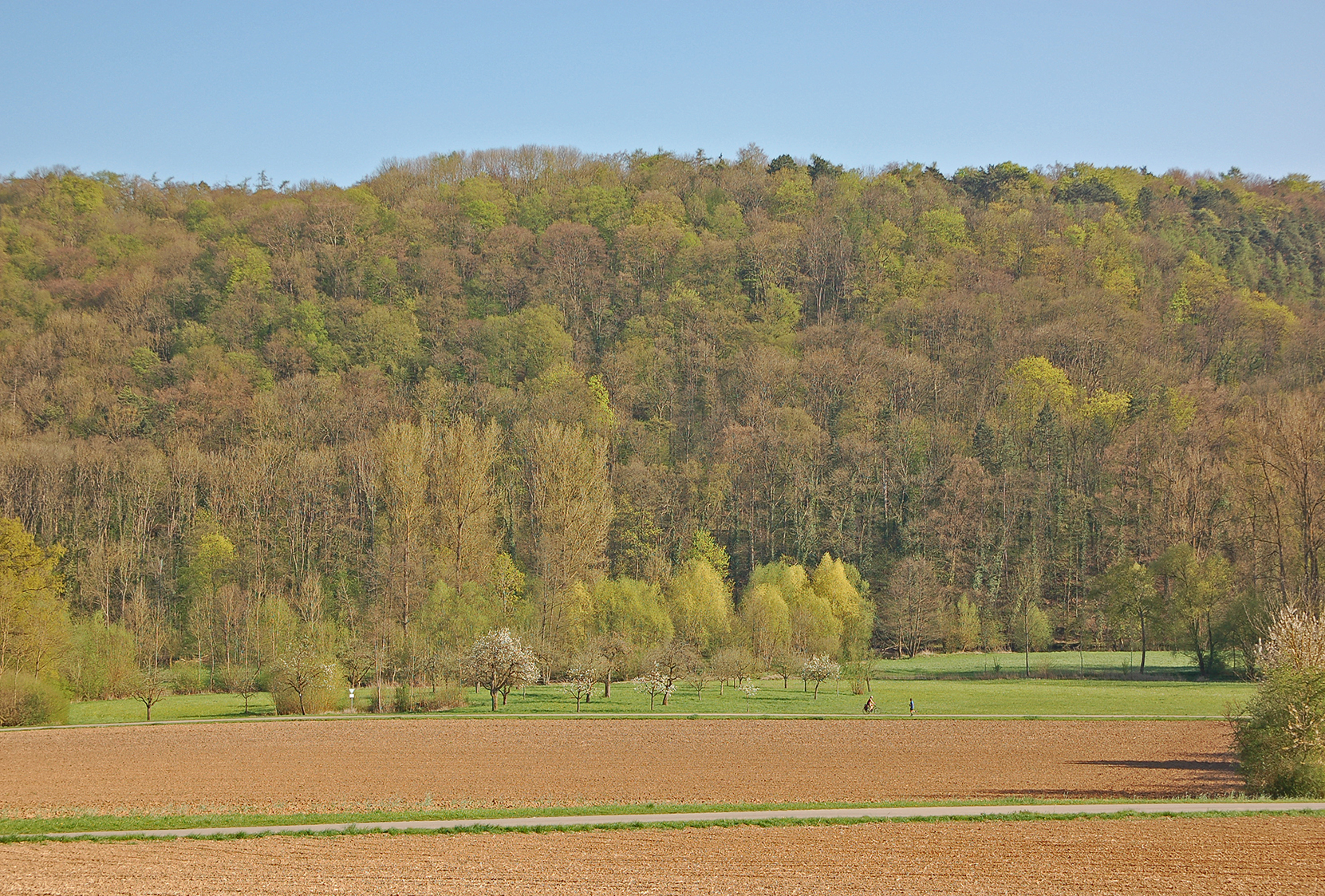
Blick über den Remminger Siedlungsplatz auf Bannwald und Schlössle

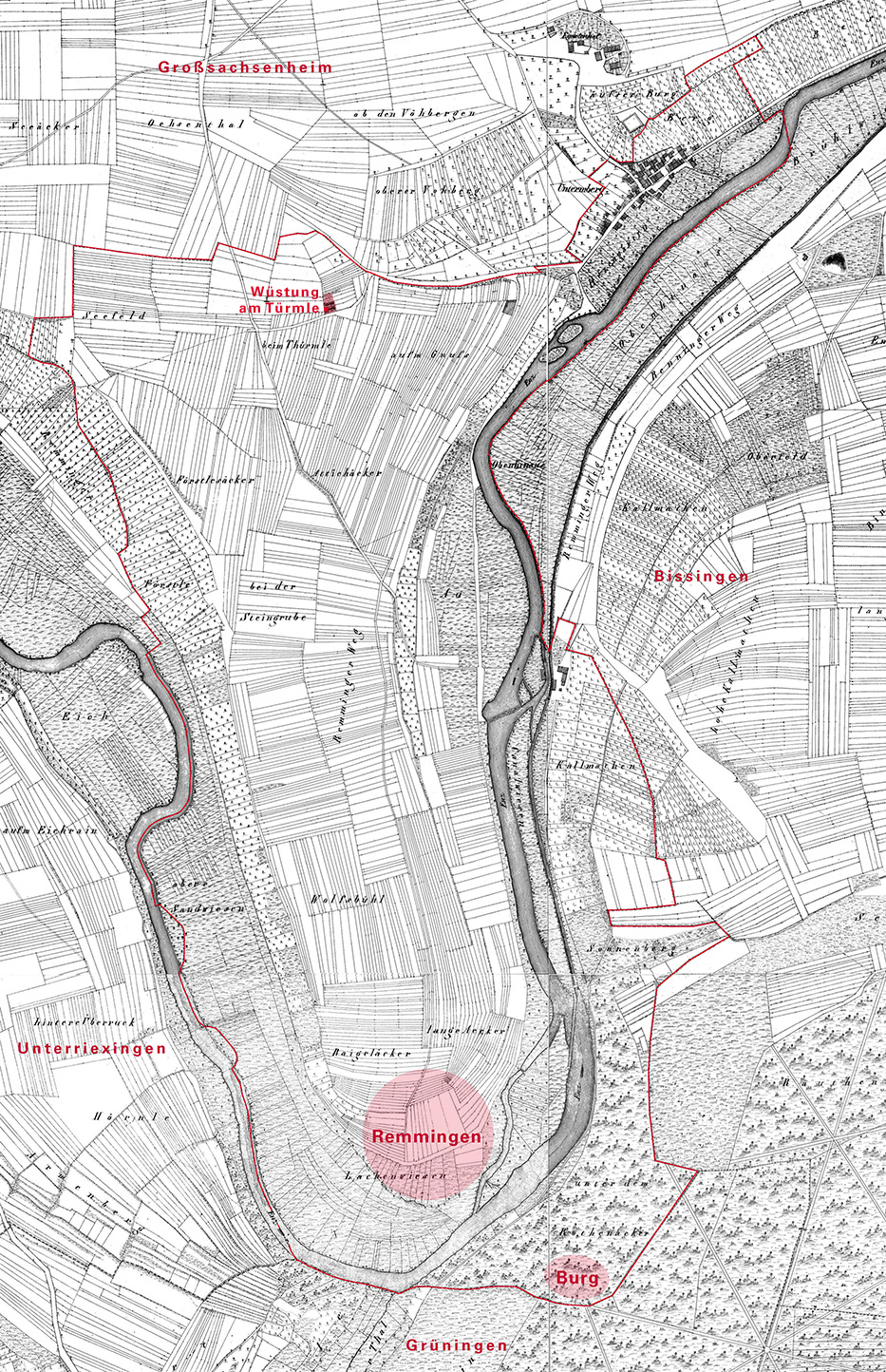
Markung Remmingens mit Standorten von Dorf, Remminger Schlössle und Burg Altsachsenheim auf der Urflurkarte von 1832.

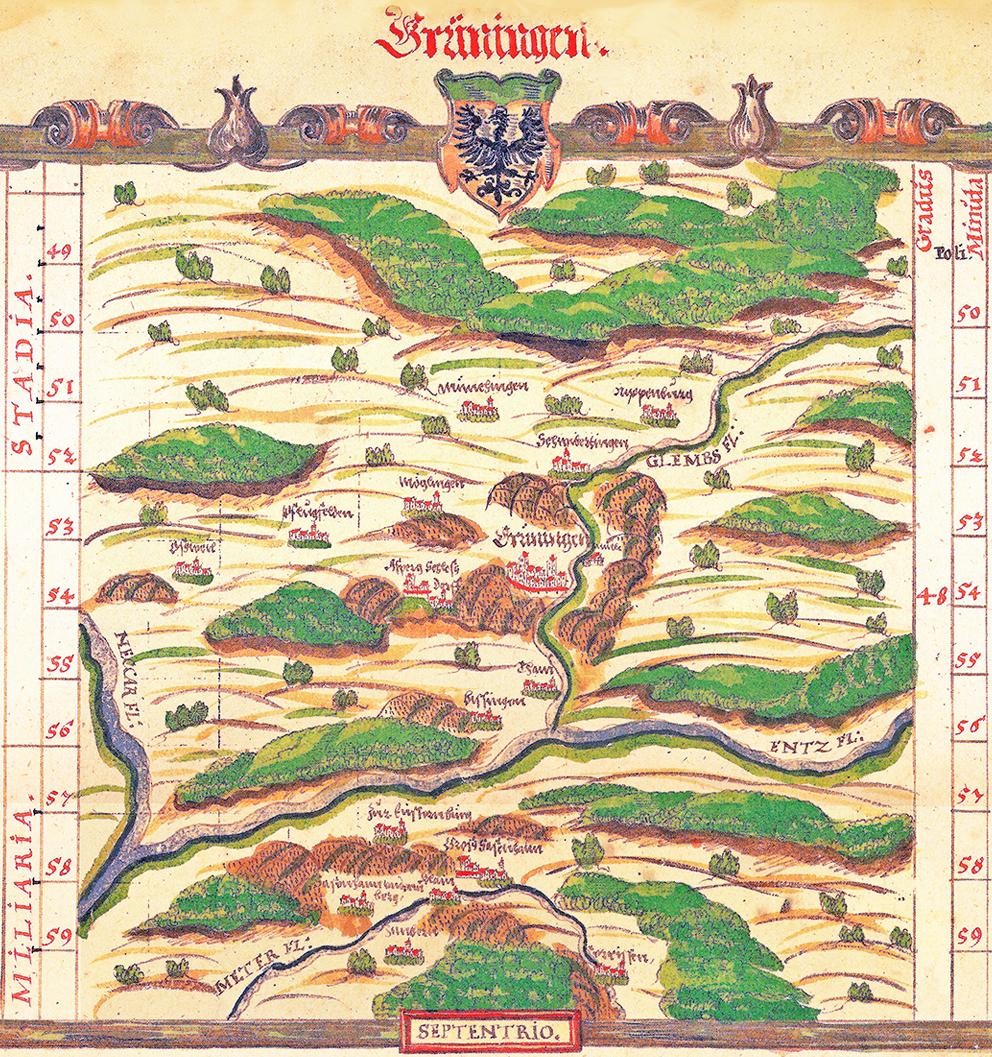
Auf der 1575 erstellten Karte des Amts Grüningen ist von Remmingen nichts mehr zu sehen

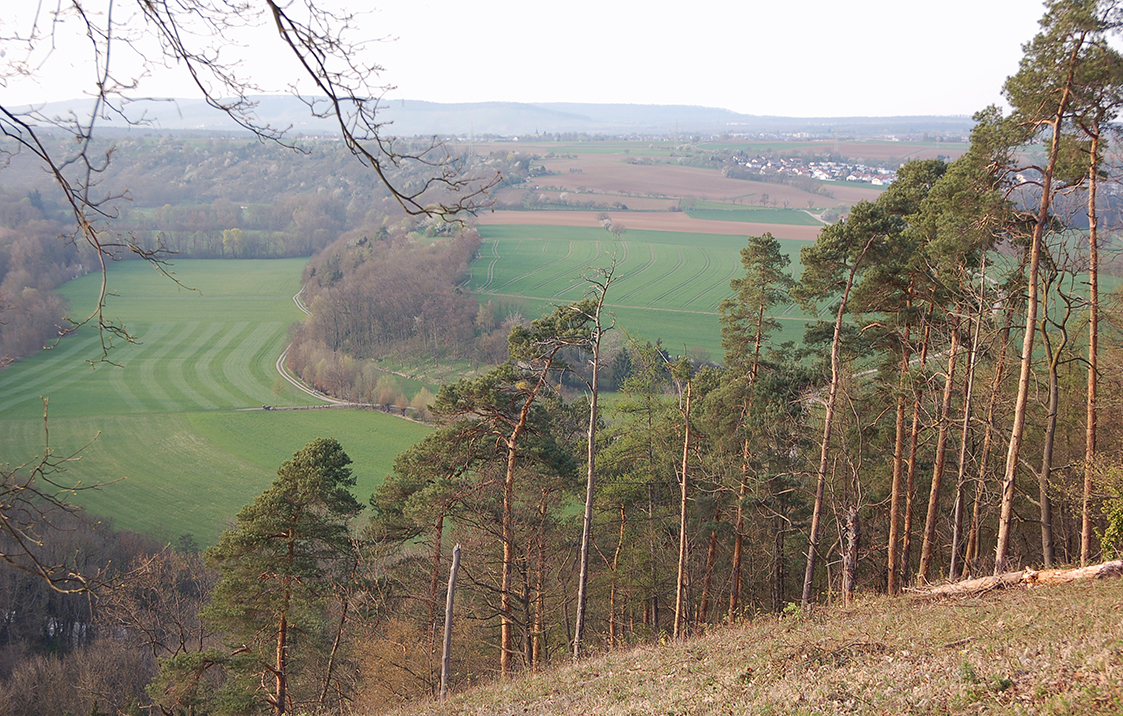
Remmigheimer Lachenwiesen vom Enzblick

Remmigheim, früher Remichingen, später Remmingen, ist eine wüst gefallene Siedlung am Gleithang einer Enzschleife südlich von Untermberg, das heute zur Stadt Bietigheim-Bissingen im baden-württembergischen Landkreis Ludwigsburg gehört. Nach diesem Ort benannten sich die Ritter „von Remchingen“.

## Geographie

### Siedlungsfaktoren
Die im Volksmund abgeschliffene und in Flurnamen bewahrte Bezeichnung Remmingen legt eine archäologisch bislang nicht belegte alemannische Ortsgründung nahe. 1891 in den Lachenwiesen gefundene Überreste von Plattengräbern belegen hingegen eine fränkische Besiedlung in spätmerowingischer Zeit (8. Jahrhundert). Im 19. Jahrhundert waren laut Oberamtsbeschreibung Vaihingen von 1856 noch Grundmauern des ehemaligen Ortes zu erkennen, der in der Bissinger Überlieferung als „Stadt“ bezeichnet wurde. Auch wenn diese Bezeichnung haltlos erscheint, kann sie doch als Hinweis dafür gewertet werden, dass die ehemalige Siedlung gegenüber der Leudelsbachmündung in die Enz bedeutender war, als gemeinhin angenommen. Davon zeugen die beachtlichen wasserwirtschaftlichen Eingriffe sowie die Hinweise auf Ortsadel, Burg, Kirche, Pilgerstation, Jahrmarkt, Flößer-Maut und Enzbrücke: allesamt Faktoren, die zusammen mit der landwirtschaftlichen Gunstlage zwischen einem lößbedeckten Gleithang und dauerbewässerten Wiesen beste Voraussetzungen für Wohlstand und Siedlungsentwicklung bis hin zur Stadtgründung geboten hätten. Die Wüstung ist demnach wohl kaum auf wirtschaftliche, sondern vielmehr auf politische Faktoren zurückzuführen.

### Namensrelikte
Auf der Markung der nördlichen Nachbarorte Sachsenheim, Untermberg und Bissingen fanden sich bis zu den Flurbereinigungen im 20. Jahrhundert noch Remminger Wege, die jeweils zum ehemaligen Dorf führten. In Bissingen erinnert eine Remminger Straße an den Ort. Der ins Enztal mündende untere Abschnitt des Leudelsbachtals heißt heute noch Remminger Tal, eine „Hälde“ Richtung Unterriexingen Remminger Förstle. Der als Naturdenkmal geschützte Tümpel beim Siedlungsplatz heißt „Tümpel beim ehemaligen Remmigheim“.
Außerdem war die im Hochmittelalter verwendete Mischform „Remmighingen“ namensgebend für das Ministerialengeschlecht derer von Remchingen, für dessen im Pfinztal erstellte Burg Remchingen und für die 1973 entstandene Gemeinde Remchingen, ein Zusammenschluss der badischen Dörfer Wilferdingen, Singen, Nöttingen und Darmsbach im Umkreis der Remchinger Burg.

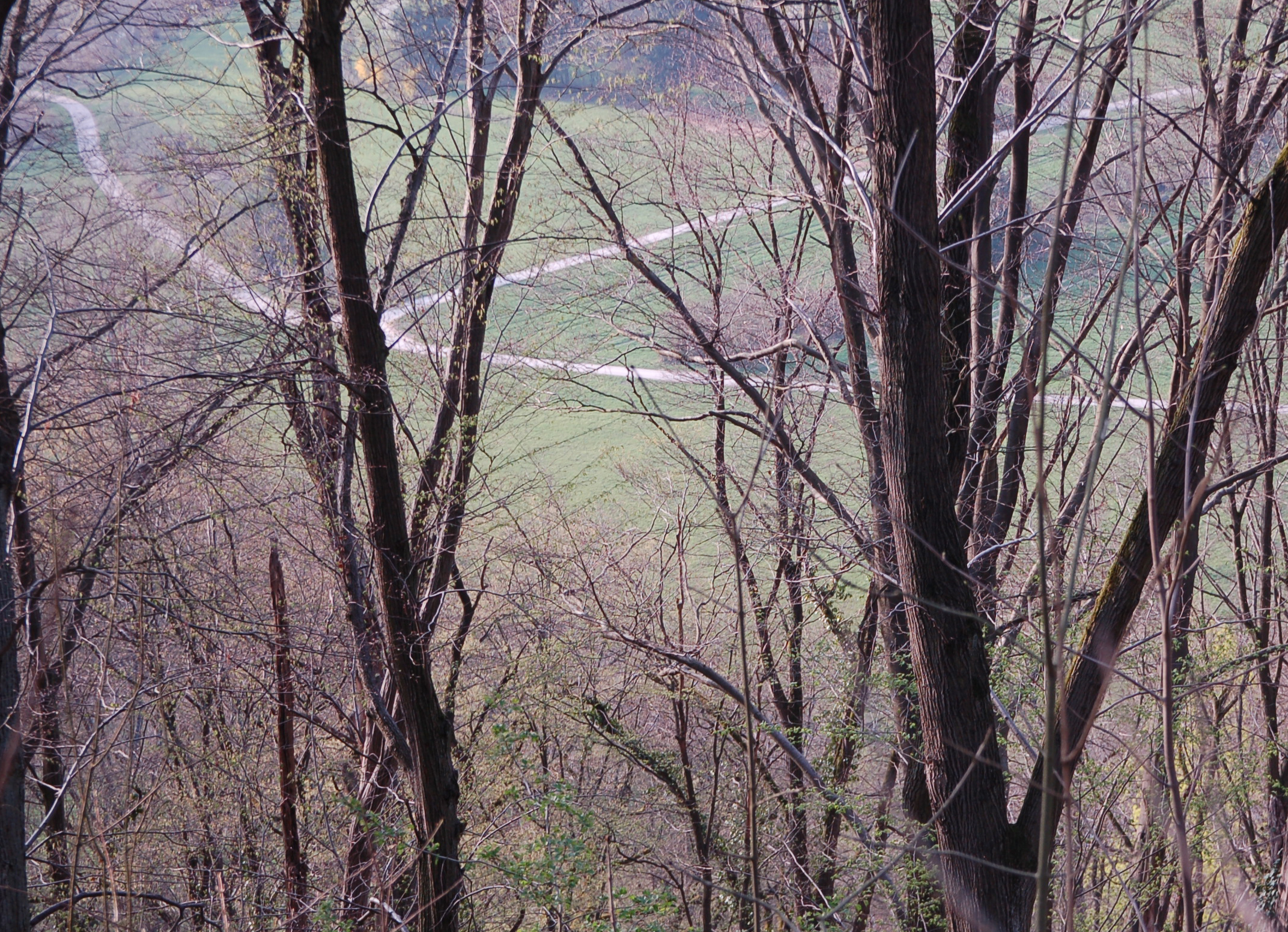
Blick vom Burgstall des Remminger Schlössles durch den Bannwald auf den Siedlungsplatz

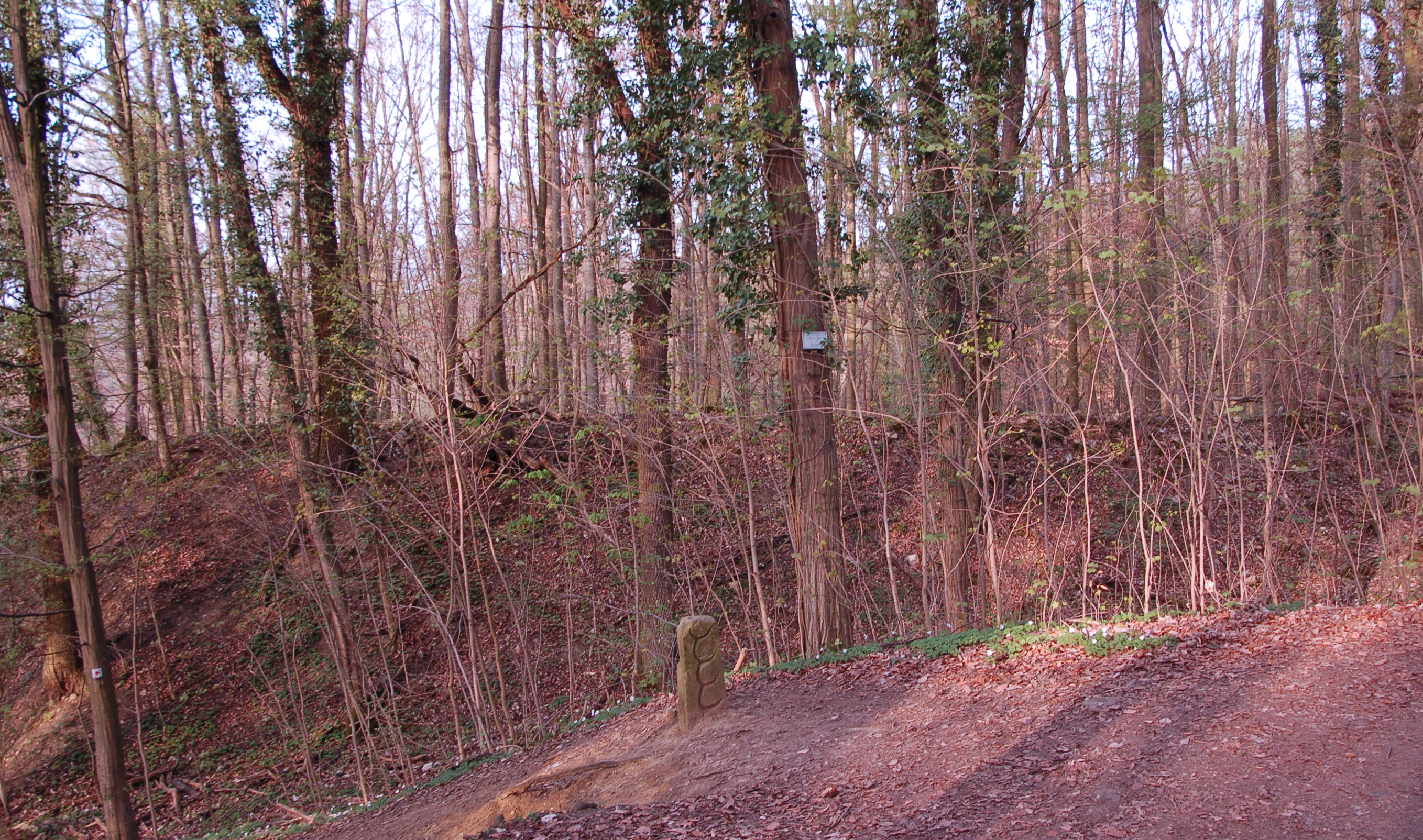
Burgstall des Schlössles im Rotenacker mit Grenzstein vor dem ehemaligen Graben

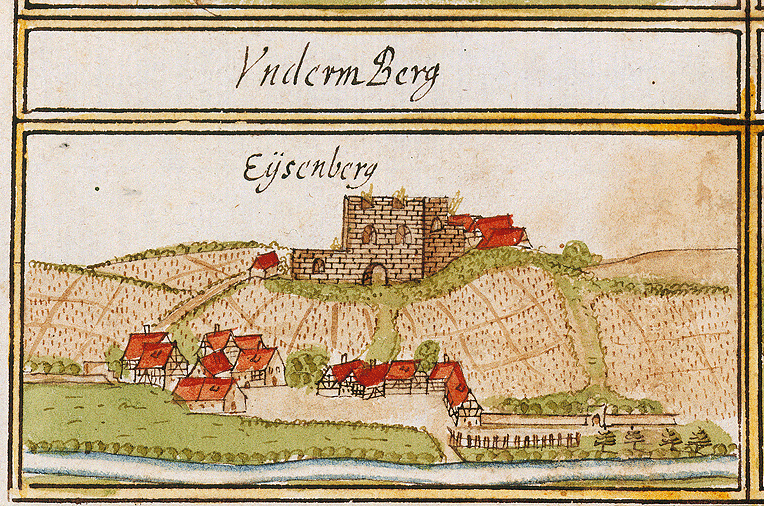
Ruine „Eysenberg“ oberhalb Untermbergs (1684), möglicherweise vom Remminger Ortsadel erbaut

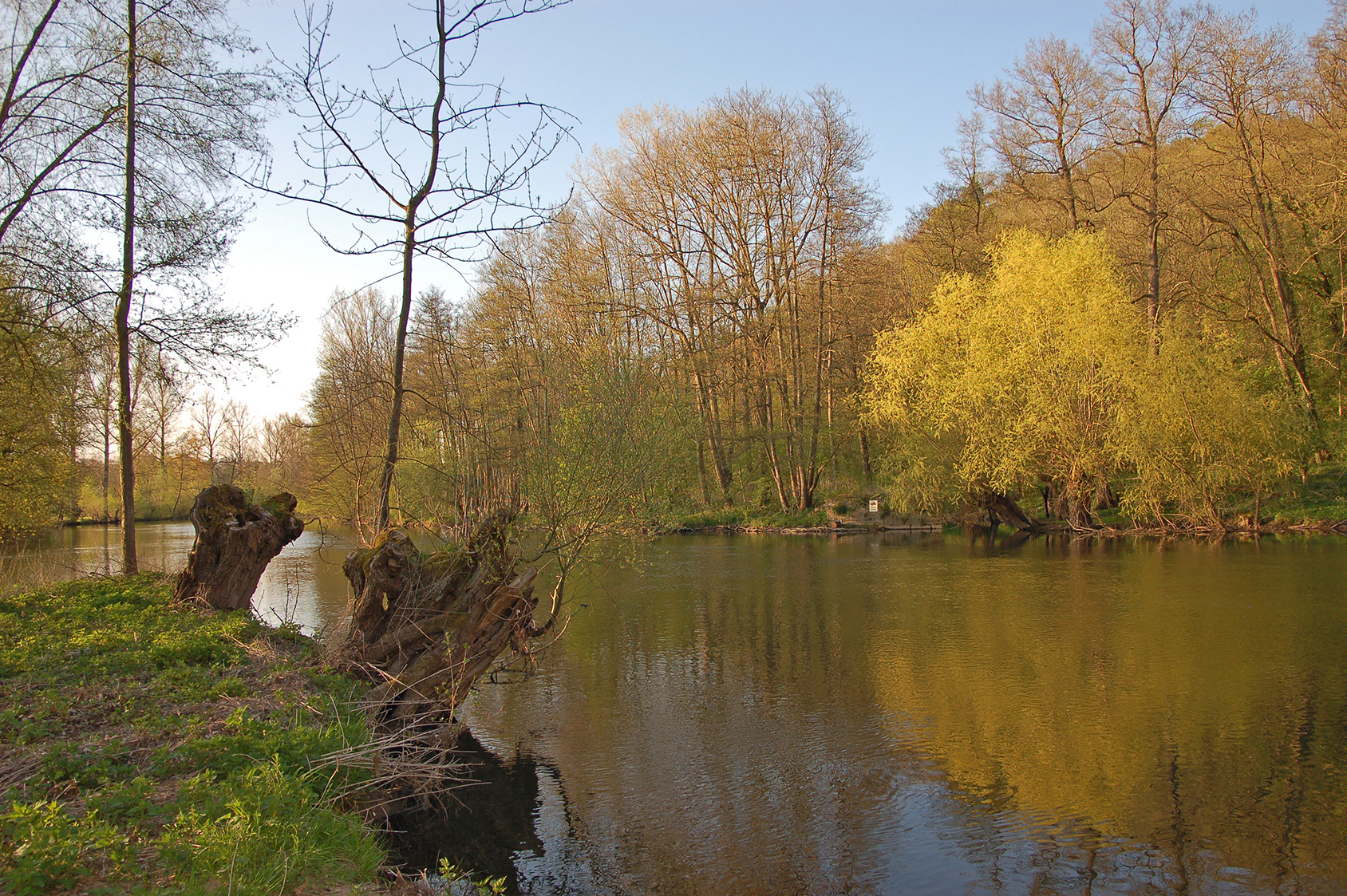
Blick vom Wörth entlang des ehemaligen Remminger Wehrs auf den Einlass zum Flößerkanal

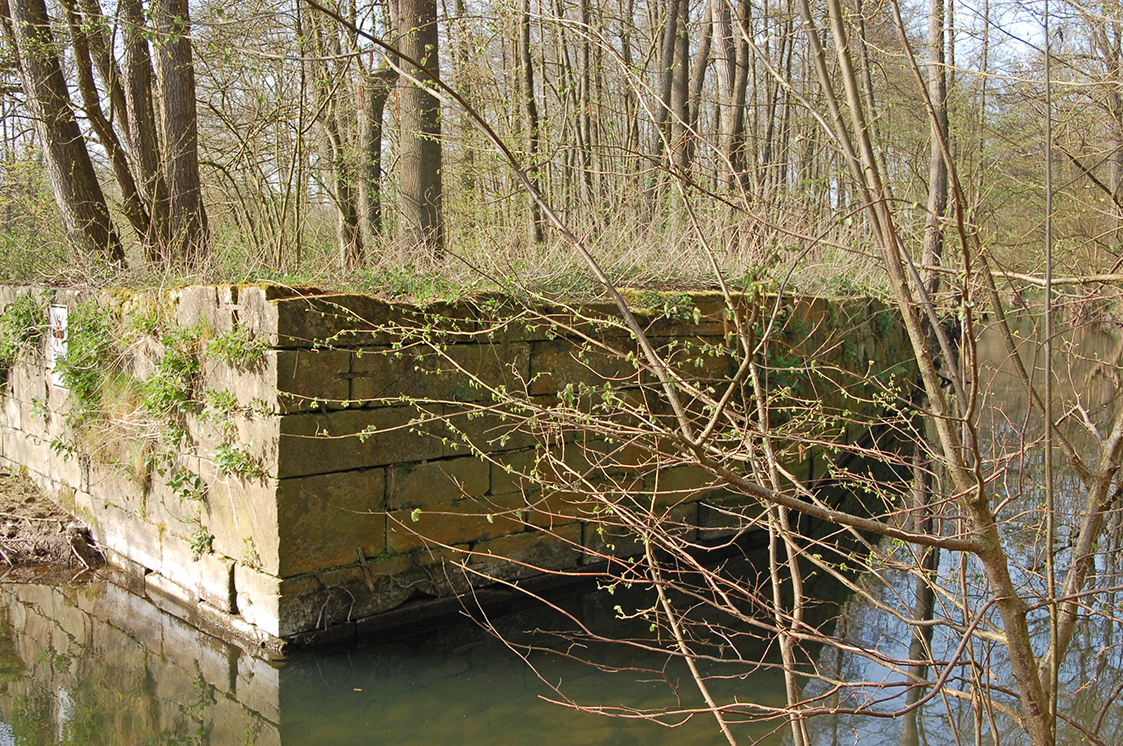
Massives Einlassbauwerk zum Flößerkanal beim ehemaligen Wehr von Remmigheim

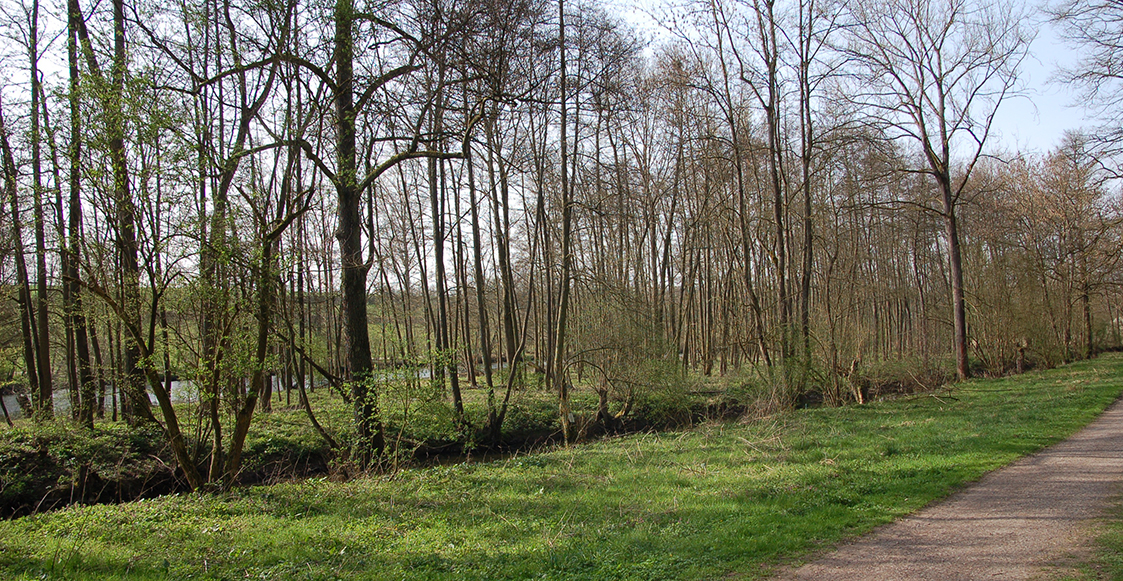
Flößerkanal und Remminger Weg rechts der Enz

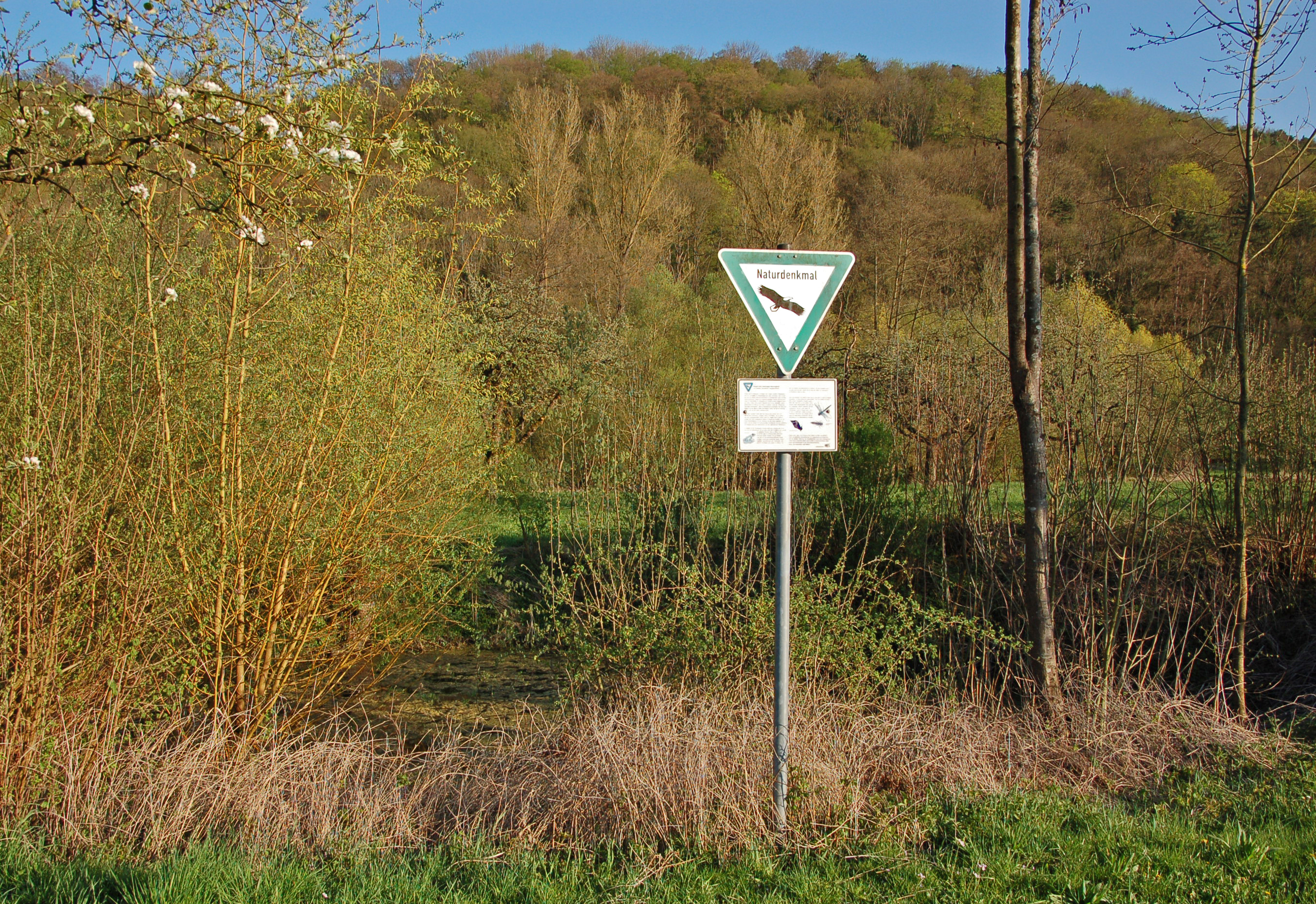
Tümpel bei der Wüstung, als Naturdenkmal „Tümpel beim ehemaligen Remmigheim“ geschützt

## Geschichte

### Remmigheimer Ortsadel
Vom 11. bis 14. Jahrhundert lässt sich ein ortsansässiges Ministerialengeschlecht nachweisen, das sich 1089 „von Remmincheim“, 1160 „von Remichingin“, 1258 „von Remchigen“ und 1291 „von Remichain“ schrieb und im Wappen „zwei gekreuzte Glevenstäbe“ führte, das heißt mit Lilien besetzte Glefen statt Schwerter, wie der Zeichner unten stehender Wappenskizze offenbar annahm. Das in zahlreichen Urkunden erwähnte Geschlecht war auch außerhalb Remmigheims begütert, war mit den benachbarten Ortsadeligen von Sachsenheim, von Riexingen, von Wihingen und den Bietigheimer Ganerben von Venningen verwandt und diente verschiedenen Lehnsherren:
- 1089 erscheint im Bempflinger Vertrag „Sigeboto von Remmincheim“ – offensichtlich räumlich zugeordnet – nach dem Ministerialen Marquard von Grüningen als Zeuge des Grafen Werner von Grüningen.[13]
- 1160 werden in einer Urkunde des Bischofs von Speyer für das Kloster Maulbronn neben „Cunrat de Remichingin“ zwei weitere Ministeriale, Heinrich und Wortwin „de Wihingin“ (Enzweihingen), und einige Freie als benachbarte Lehensleute des Grafen Egino von Vaihingen aufgeführt: zum Beispiel „Adelbreth de Burfultingin“ (Pulverdingen), „Sigewart de Uraha“ (Aurich), „Wernher de Russewag“ (Roßwag) und „Cunrat de Nuzdorf“ (Nußdorf).[14]
- 1259 besiegelt Berthold „von Remichigen“ zusammen mit seinem mutmaßlichen Bruder „Cunradus advocatus“ (Vogt von Vaihingen an der Enz siehe 1271) eine Urkunde von Werner von Nöttingen und dessen Töchtern vermutlich als Schwiegersohn und künftiger Ortsherr von Nöttingen bzw. Burgherr der nach seinem Geschlecht umbenannten Burg Remchingen bei Wilferdingen. Das Siegel zeigt zwei gekreuzte Lilienstäbe mit der Umschrift „SIGILLVM BERTOLDI DE REMICHIGEN“.[15]
- 1271 werden in einer Urkunde des Grafen Conrad von Vaihingen die drei Brüder „Berhdoldus“, „Cunradus“ (Vogt) und „Swenegerus“ als „domini“ „de Remichingen“ aufgeführt; also nicht mehr als Ministeriale, sondern als Freiherren.[16] Inzwischen könnte Berthold eventuell mit seinen Brüdern als Ganerben in den Besitz von Burg Remchingen im Pfinztal gekommen sein.
- 1291 bezeugt in Vaihingen erneut ein „Conradus de Remichain“, vermutlich der zuvor genannte Vogt, eine Urkunde des Vaihinger Grafen zusammen mit „Hermannus de Sahsenhain“, „Eberhardus de Tamme“ und anderen.[17]
- 1317 verkauft das Grüninger Heilig-Geist-Spital an Berthold von „Remenkein“, Bürger zu Vaihingen und vermutlich ein Sohn des verstorbenen Vogts Konrad, Gülten vom Zehnten in Weihingen (Enzweihingen) sowie von einem Weinberg und einem Acker in Vaihingen.[18]

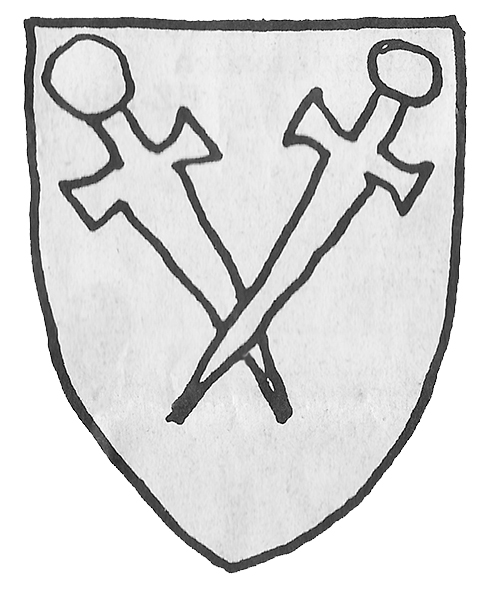
Das skizzierte Wappen soll vom Remminger Ortsadel stammen, entspricht allerdings dem der Wihinger
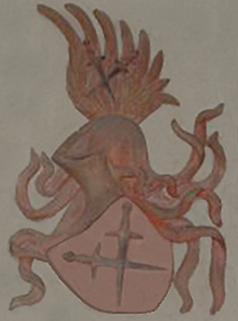
Wappen des Wihinger (Enzweihinger) Ortsadels in der Horrheimer Kirche
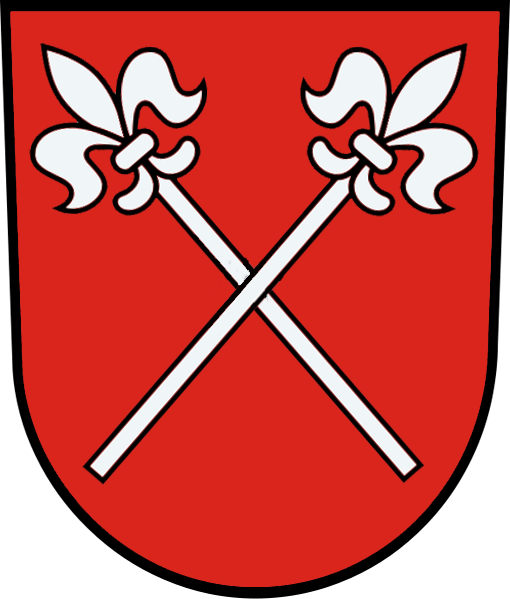
Remichinger Wappen mit gekreuzten Glefen (erstmals 1258 belegt)
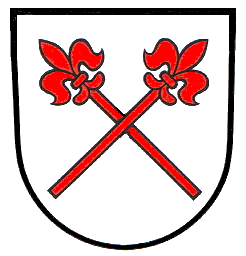
Wappen der verwandten Herren von Venningen, die zu den Ganerben in Bietigheim zählten

### Burg des Ortsadels
Ein im Volksmund „Schlössle“ genannter Burgstall auf dem gegenüberliegenden steilen Prallhang der Enz (Lage: ⊙) dürfte von diesem niederadligen Geschlecht stammen. Dafür spricht neben dem Verlauf der Markungsgrenze auch die Standortauswahl, da man von hier aus nicht nur den Enzübergang, das Dorf und die Flößergasse, sondern auch flussauf- wie flussabwärts die Enz sowie die Landstraßen parallel zur Enz und nach Großsachsenheim hervorragend überblicken konnte. Außerdem hatte man direkten Blickkontakt zu den Burgen der Verwandtschaft in Unterriexingen und über Untermberg.
Alte Pfade und Wege führen vom heute noch erkennbaren Burgstall aus nicht nur über eine Brücke nach Remmigheim, sondern geradenwegs nach Bissingen, Brachheim (abgegangene Siedlung mit Burg bei Tamm) und Grüningen (heute Markgröningen) sowie zur Schlüsselburg und zur Unterriexinger Burg.

### Besitzerwechsel
Der Abgang des ortsansässigen Ministerialengeschlechts könnte mit den im 14. Jahrhundert erfolgten Güterverkäufen ihres wirtschaftlich angeschlagenen Vaihinger Lehnsherrns an die Grafen von Oettingen und von Württemberg zusammenhängen. Ab 1356 waren die Relikte der Vaihinger Grafschaft samt Burg und Stadt Vaihingen nahezu komplett in Württemberger Hand. Das Remmigheimer Lehen vergaben die neuen Lehnsherren zu dieser Zeit an die Herren von Sachsenheim.
Der Herrenhof des einstigen Ortsadels und der damit verknüpfte 47 Hektar große Flurbesitz blieb erhalten und wird in den Lagerbüchern des Amts Großsachsenheim 1471 „vormaliger Stammhof der Herren von Sachsenheim“ genannt. Diese Bezeichnung legt nahe, dass die Grafen von Württemberg die Herren von Sachsenheim auch aus verwandtschaftlichen Gründen zu Nachfolgern des Remmigheimer Geschlechts als Lehensträger ausgewählt haben. Wegen der politischen Wirren und Verheerungen im 16. Jahrhundert könnte die Verlagerung des Dorfes hin zum Schutz und Zuflucht bietenden Herrschaftssitz Altsachsenheim erfolgt sein. Das Landesdenkmalamt hält es gar für wahrscheinlich, dass die Herren von Remmingen die Burg Altsachsenheim errichtet und damit selbst den Impuls für die Verlagerung des Dorfes gesetzt haben.

### Flößergasse mit Wehr und Mühle
Ein im Februar 1342 zwischen Markgraf Rudolf IV. von Baden und Graf Ulrich III. von Württemberg geschlossener Vertrag, der die Flößerei zwischen Schwarzwald und Heilbronn regelte, führt Remmigheim mit einem Wehr auf, „an welchem das Befahren der Floßgasse mit vier Heller bezahlt werden musste“. Dieses ehemalige Wehr neben dem heute noch existierenden „Alten Flößerkanal“ legt nahe, dass sich hier nicht nur eine Mautstelle, sondern einst auch eine Remminger Mühle befand.

### Eigene Kirche
Graf Eberhard II. von Württemberg belehnte 1364 einen Herrn von Sachsenheim mit dem Patronat „der Kirche zu Bissingen und Remmigheim“. Ob dabei eine gemeinsame Kirche oder jeweils eine eigene gemeint war, bleibt hier unklar. Die Bissinger Kirche verkauften die Sachsenheimer Freiherren 1422 allerdings an das Grüninger Heilig-Geist-Spital. Und laut Leo BW wurde 1394 erstmals eine Remmigheimer Kirche urkundlich erwähnt. Der letzte Hinweis stammt vom Mai 1533, als Reinhart von Sachsenheim die lehensrechtlichen Bedingungen für einige in Verbindung mit dem Mesnerdienst an der Kirche Sankt Jakob zu Remmigheim verliehene Güter regelte. Laut Hoffmann diente sie zugleich als Wallfahrtskirche auf dem Jakobsweg. Zur Kirchweih habe es zudem einen Jahrmarkt gegeben. Laut Hermann Luithle vom Geschichtsverein Bietigheim-Bissingen, der seine Feldforschung durch Archivalien zu untermauern suchte, stand die Kirche im Gewann „Brücklesäcker“, wo im 20. Jahrhundert noch Steine und Relikte einer Einfriedung gefunden wurden, auf die der Flurname „Haagäcker“ verweist.
Den halben Kirchensatz hatten 1394 die Herren von Sachsenheim als württembergisches Lehen inne. Die andere Hälfte stand möglicherweise bereits dem Grüninger Spital zu.

### Wüstung
Wann Remmigheim tatsächlich wüst gefallen ist, liegt nach wie vor im Dunkeln. In den Spitalrechnungen des Grüninger Heilig-Geist-Spitals von 1444/45 werden jedenfalls noch Einnahmen aus „Remmigheim“ verbucht. 1468 vergeben die Herren von Sachsenheim noch ein „Höflein“ zu Remmigheim. Und in den Immatrikulationslisten der Universität Tübingen finden sich 1498 ein „Johannes Hipp de Remingshain“, 1564 „Joannes Sarctor Remingheimensis“ und 1588 ein „Joannes Bisinger Remingsheimensis“, die zwar eher aus Remmingsheim bei Rottenburg am Neckar stammen dürften. Letzterer könnte wegen seines Familiennamens jedoch tatsächlich aus Remmigheim bei Bissingen stammen, zumal er 1597 als Diakon in der benachbarten Amtsstadt „Gröningen“ wieder auftaucht. Unzweifelhaft von Remmingen stammte „Reynhardus Remmichinger von Remmichingen in der Diözese Speyer“, der sich 1495 in Heidelberg immatrikulierte.
In Untermberg geht man dagegen davon aus, dass zu dieser Zeit bereits ein Ortswechsel nach Untermberg unterhalb der Burg Altsachsenheim vonstattengegangen war, da man die Namensgenese dieses Nachbarorts mit dem 1444 erstmals genannten Remmingen unter dem Berg verknüpft. Mit der Zeit soll „Remmingen“ aus dem Ortsnamen herausgefallen sein. Andererseits könnte diese Namenswahl für den zweiten Siedlungsplatz auch darauf hinweisen, dass der ursprüngliche Standort noch eine Zeitlang besiedelt war und der Zusatz „unter dem Berg“ der Differenzierung der beiden Standorte diente. Diese These wird dadurch gestützt, dass zumindest die Kirche 1533 noch bestand. Ende des 16. Jahrhunderts war Remmigheim allerdings endgültig abgegangen, was die 1575 von Heinrich Schweickher erstellte Karte der „Greininger Beamptung“ belegt: Im ehemaligen Sachsenheimer Herrschaftsgebiet, das man nach dem Erlöschen dieses Geschlechts (1561) vorübergehend ins Grüninger Amt einbezogen hatte, ist Remmigheim nicht mehr eingezeichnet.
Die Remmigheimer Markung fiel an Untermberg. 1682 befanden sich der Burgstall und der Hangwald darunter (heute Bannwald Rotenacker) als „Gröninger Rauttenacker“ allerdings im Besitz der Stadt Grüningen. Vor 1831 (vgl. Urflurkarte von 1831/32) müssen diese Flächen schließlich an Untermberg gekommen sein.
Die Namen der drei Remminger Zelgen „See“, „Hälden“ und „Wolfsbühl“ blieben laut Luithle auch in Gebrauch, nachdem sie von Untermberg aus bewirtschaftet wurden. Dies dürfte bis auf die Flur Remminger Weg auch für die meisten Flurnamen gelten.

## Das „Türmle“ – ein Relikt aus Remminger Zeit?

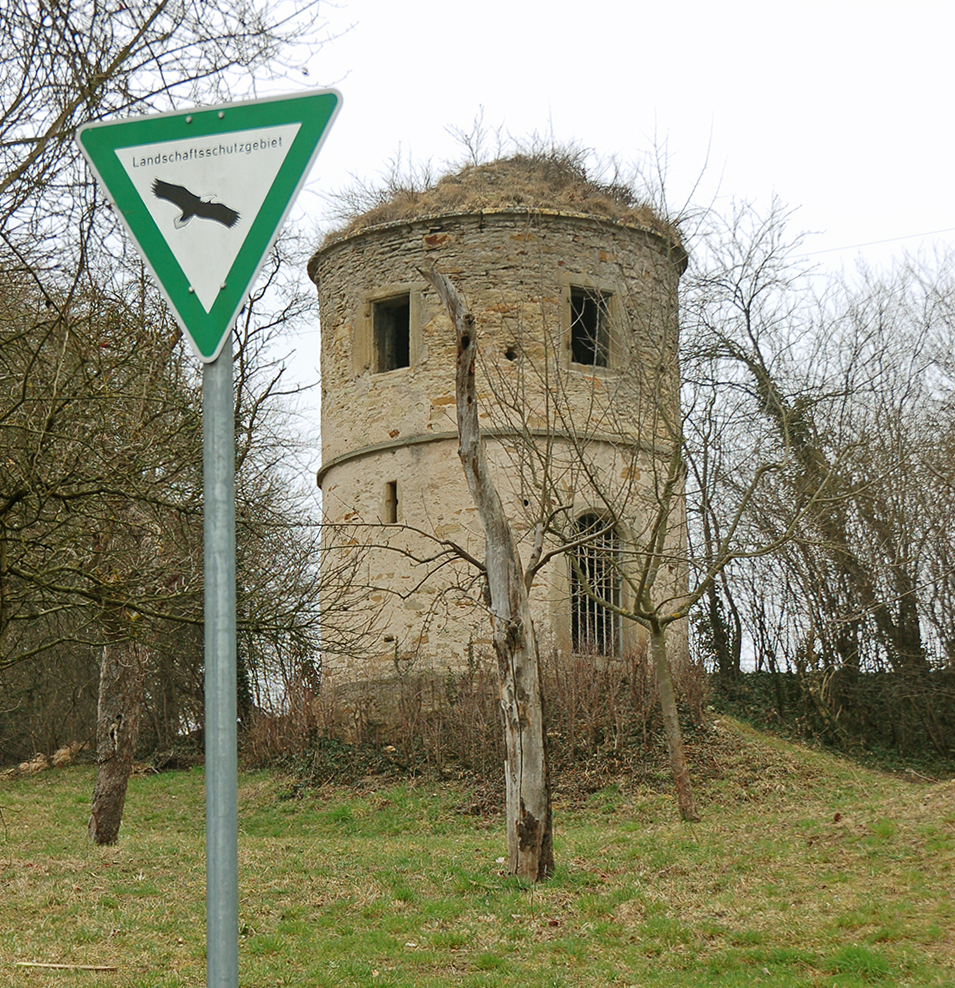
Türmle bei einer kleinen Wüstung neben der Krautgartensiedlung

Möglicherweise ging im Zuge der Remminger Wüstung aber nicht alles verloren: Bei der Untermberger Krautgartensiedlung befindet sich das noch innerhalb der Remminger Markungsgrenze gelegene zweistöckige „Türmle“. Dessen Spitzname „Mäuseturm“ soll von „Maut“ (Geleitrecht) am nahen Postweg herrühren, der von Großsachsenheim über die Remmigheimer Brücke und durch das Remminger Tal nach Grüningen führte. Der laut Jahreszahl am Türbogen 1574 erbaute oder wohl eher renovierte Steinbau diente früher wahrscheinlich als Beobachtungs-, Sicherungs- und Signalposten. Demnach müsste er in der Zeit Graf Eberhards von Württemberg, der die Nordwestgrenze gegen den feindlich gesinnten Pfalzgrafen Friedrich sichern ließ, oder bereits im 14. Jahrhundert, als die Württemberger gegen die Sachsenheimer zu Felde zogen, erstellt worden sein. Also in Zeiten, als Remmigheim noch existierte und die Herrschaft Sachsenheim noch nicht zu Württemberg gehörte. Die bis heute sichtbare Wüstung beim Turm weist auf weitere Gebäude hin, die vermutlich anfangs der Unterkunft und Versorgung des hier stationierten Wachpersonals und nach Einführung der Post möglicherweise dem Pferdewechsel dienten.